# العلاقات الدومينيكية الزامبية
العلاقات الدومينيكية الزامبية هي العلاقات الثنائية التي تجمع بين دومينيكا وزامبيا.

## مقارنة بين البلدين
هذه مقارنة عامة ومرجعية للدولتين:
| وجه المقارنة                                              | دومينيكا              | زامبيا                         |
| --------------------------------------------------------- | --------------------- | ------------------------------ |
| المساحة (كم2)                                             | 751                   | 752.62 ألف                     |
| عدد السكان (نسمة)                                         | 73.92 ألف             | 17.09 مليون                    |
| الكثافة السكانية (ن./كم²)                                 | 9.84 ألف              | 22.71                          |
| العاصمة                                                   | روسو                  | لوساكا                         |
| اللغة الرسمية                                             | لغة إنجليزية          | لغة إنجليزية                   |
| العملة                                                    | دولار شرق الكاريبي    | كواشا زامبي، كواشا زامبي قديم ‏ |
| الناتج المحلي الإجمالي (بليون دولار)                      | 562.54 مليون          | 25.81 مليار                    |
| الناتج المحلي الإجمالي (تعادل القوة الشرائية) بليون دولار | 789.63 مليون          | 62.18 مليار                    |
| الناتج المحلي الإجمالي الاسمي للفرد دولار أمريكي          | 7.12 ألف              | 1.30 ألف                       |
| الناتج المحلي الإجمالي للفرد دولار أمريكي                 | 10.88 ألف             | 3.90 ألف                       |
| مؤشر التنمية البشرية                                      | 0.724                 | 0.586                          |
| رمز المكالمات الدولي                                      | +1767                 | +260                           |
| رمز الإنترنت                                              | .dm                   | .zm                            |
| المنطقة الزمنية                                           | 00، توقيت أطلنطي موحد | ت ع م+02:00                    |

## منظمات دولية مشتركة
يشترك البلدان في عضوية مجموعة من المنظمات الدولية، منها:
| علم المنظمة | اسم المنظمة                                 | تاريخ انضمام دومينيكا | تاريخ انضمام زامبيا |
| ----------- | ------------------------------------------- | --------------------- | ------------------- |
|             | الاتحاد البريدي العالمي                     | ?                     | ?                   |
|             | يونسكو                                      | 9 يناير 1979          | 9 نوفمبر 1964       |
|             | البنك الدولي للإنشاء والتعمير               | 29 سبتمبر 1980        | 23 سبتمبر 1965      |
|             | منظمة التجارة العالمية                      | ?                     | ?                   |
|             | وكالة ضمان الاستثمار متعدد الأطراف          | 7 أكتوبر 1991         | 6 يونيو 1988        |
|             | دول الكومنولث                               | ?                     | ?                   |
|             | الاتحاد الدولي للاتصالات                    | 28 أكتوبر 1996        | 23 أغسطس 1965       |
|             | منظمة الشرطة الجنائية الدولية               | ?                     | ?                   |
|             | مؤسسة التمويل الدولية                       | 29 سبتمبر 1980        | 23 سبتمبر 1965      |
|             | الأمم المتحدة                               | 18 ديسمبر 1978        | 1 ديسمبر 1964       |
|             | مجموعة دول أفريقيا والكاريبي والمحيط الهادئ | ?                     | ?                   |
|             | مؤسسة التنمية الدولية                       | 29 سبتمبر 1980        | 23 سبتمبر 1965      |
|             | منظمة حظر الأسلحة الكيميائية                | ?                     | ?                   |